# 押本七之輔
押本 七之輔（おしもと しちのすけ、1899年 - 1970年8月18日）は、日本の映画監督、脚本家、映画プロデューサー、元俳優である。本名および旧筆名押本 七之助、のちに押本 七乃輔とも表記した。市川右太衛門プロダクション設立第1作の監督に抜擢されたことで知られる。

## 人物・来歴
1899年（明治32年）、東京府豊多摩郡渋谷村（現在の東京都渋谷区）に生まれる。『映画年鑑 1973』の「映画人物故録」には「68歳没」との記述があり、1902年（明治35年）前後の生まれの可能性がある。
学歴等は伝えられていないが、満21歳となる1920年（大正9年）、国際活映に入社している。同年、すぐに同社を退社して仁科熊彦らとともに映画の制作プロダクションに参加、奈良での撮影に携わったものの、同社が解散したため、東京に戻る。同年10月に創設され東京市本郷区春木町（現在の東京都文京区本郷3丁目）にあった松竹キネマ研究所に入り、小山内薫の指導を受けたという。同研究所は1921年（大正10年）8月に解散しているが、前年の12月15日に公開された松竹蒲田撮影所製作、田中欽之監督による『鉱山の秘密』に「刑事 泉弥太郎」役で俳優として出演した記録が残っている。その後の5年間の経歴については不明であるが、1925年（大正14年）に社会教育映画研究所が製作、内田吐夢が監督した『少年美談 清き心』で、美術を手がけた記録が残っている。
1926年（大正15年）10月に帝国キネマ演芸（帝キネ）に入社、兵庫県武庫郡精道村大字芦屋（現在の同県芦屋市）の帝国キネマ芦屋撮影所に所属し、同年12月1日に公開された市川百々之助主演による映画『侠客』を監督している。1927年（昭和2年）には、奈良県生駒郡伏見村（現在の同県奈良市あやめ池北1丁目）に新設された市川右太衛門プロダクションのあやめ池撮影所に移籍、同社設立第1作『安政異聞録 浄魂』を初めとして、市川右太衛門の主演映画を監督する。同年のうちに京都のマキノ・プロダクションに移籍、翌1928年（昭和3年）1月15日に公開された片岡千恵蔵の主演映画『三日大名』を監督している。1929年（昭和4年）7月25日、牧野省三が亡くなり、マキノ正博による新体制において8作を監督したが、1930年（昭和5年）4月をもって同社を退社、帝国キネマ演芸に復帰した。
帝キネは、1931年（昭和6年）8月28日に改組されて新興キネマとなり、帝キネの太秦撮影所を当初、同社の唯一の製作拠点としてもち、押本はこれに継続的に所属した。1932年（昭和7年）3月 - 1933年（昭和8年）5月の間は、同社と提携関係にあった尾上菊太郎の尾上菊太郎プロダクションで、菊太郎の主演作を監督した。1942年（昭和17年）1月10日、第二次世界大戦による戦時統合によって同社が合併し、大映を形成すると、押本は大映に継続入社した。1943年（昭和18年）1月8日に公開された羅門光三郎の主演作『虚無僧系図』が、最後の監督作となった。
戦後は、1951年（昭和26年）や1953年（昭和28年）の大映京都撮影所にその名が見当たらない。その後、1956年（昭和31年）から翌年にかけて、松竹・上方演芸・京都映画の3社提携による映画を3作、製作している記録がある。以降、その間の消息は不明であるが、1970年（昭和45年）8月18日、死去した。満71歳没（満68歳没説あり）。
初期に「押本映治（1900年 - 1946年）の実兄」説が流れ、『日本映画俳優名鑑 昭和四年版』（映画世界社）の両名の項目にもその旨の記述がされたが、『日本映画俳優名鑑 昭和五年版』（同）では「押本映治」の項で「押本七之助を兄に持つはあやまりである」と否定している。現在では『日本映画監督全集』（キネマ旬報社）でもこの件は言及されていない。

## フィルモグラフィ

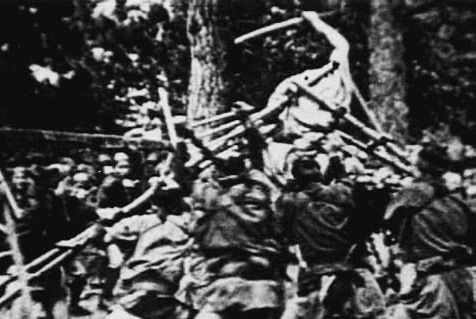
『淨魂』（1927年）の現存するカット。

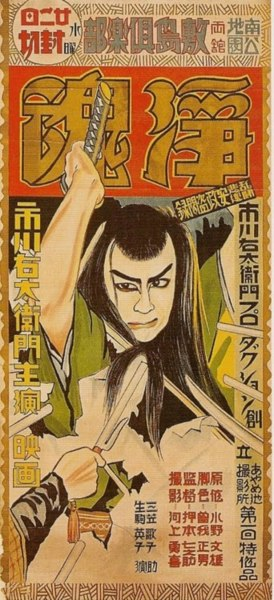
『淨魂』公開時のポスター。押本の名が確認できる。

クレジットは特筆以外すべて「監督」である。公開日の右側には監督を含む監督以外のクレジットがなされた場合の職名、および東京国立近代美術館フィルムセンター（NFC）、マツダ映画社所蔵等の上映用プリントの現存状況についても記す。同センター等に所蔵されていないものは、とくに1940年代以前の作品についてはほぼ現存しないフィルムである。資料によってタイトルの異なるものは併記した。

### 初期
すべてサイレント映画、「押本七之助」名義である。
- 『鉱山の秘密』 : 監督田中欽之、脚本伊藤大輔、製作松竹蒲田撮影所、配給松竹キネマ、1920年12月15日公開 - 出演（「刑事 泉弥太郎」役）
- 『少年美談 清き心』 : 監督内田吐夢、原作・脚本古林貞二、製作・配給社会教育映画研究所、1925年製作・公開 - 美術[9]、30分尺で現存（神戸映画資料館所蔵[9]）
- 『闇の手品』（くらやみ） : 監督・脚本鈴木重吉、脚本八木祐鳳、製作・配給本庄映画研究所、1927年製作・公開 - 美術[9]、35分尺で現存（神戸映画資料館所蔵[9]）

### 帝国キネマ芦屋撮影所
すべて製作は「帝国キネマ芦屋撮影所」、配給は「帝国キネマ演芸」、すべてサイレント映画、「押本七之助」名義である。
- 『侠客』 : 原作・脚本曾我正史、主演市川百々之助、1926年12月1日公開
- 『血桜 前篇』 : 原作仲側紅果、脚本小国比沙志、主演市川百々之助、1927年2月9日公開 - 監督、前後篇のうち1分の断片が現存（NFC所蔵[8]）
- 『血桜 後篇』 : 原作仲側紅果、脚本小国比沙志、主演市川百々之助、1927年2月15日公開 - 監督、同上[8]
- 『怪人』 : 脚本小国ひさし（小国比沙志）、主演市川百々之助、1927年4月2日公開
- 『敵討 前後篇』 : 原作・脚本小国比沙志、主演市川百々之助、1927年4月29日公開

### 市川右太衛門プロダクション
すべて製作は「市川右太衛門プロダクションあやめ池撮影所」、すべてサイレント映画、「押本七之助」名義である。
- 『侠骨漢 笑ふな金平 前篇』（『笑ふな金平』[5]） : 脚本曾我正男（曾我正史）、主演市川右太衛門、配給東亜キネマ、1927年4月29日公開
- 『安政異聞録 浄魂』（『浄魂』[5]） : 脚本曾我正史、主演市川右太衛門、配給河合映画製作社、1927年6月3日公開 - 監督、9分の断片が現存（大阪芸術大学所蔵[14]） / 10分の断片が現存（マツダ映画社所蔵[15]）
- 『隠密』 : 脚本不明、主演市川右太衛門、配給松竹キネマ、1927年7月1日公開

### マキノ御室撮影所
すべて製作は「マキノ御室撮影所」、配給は「マキノ・プロダクション」、すべてサイレント映画、特筆以外は「押本七之助」名義である。
- 『三日大名』 : 脚本曾我正男、主演片岡千恵蔵、1928年1月15日公開 - 原作・監督
- 『万花地獄 第五篇』（『萬花地獄 第五篇』[5]） : 原作吉川英治、脚本中島寶三、主演片岡千恵蔵、1928年3月1日公開
- 『伊達男』 : 主演中根龍太郎、1928年6月8日公開 - 原作・脚本・監督
- 『鬼神 前篇』 : 原作・脚本木下靖、主演五月信子・五味国男、1928年7月13日公開
- 『掟』 : 原作吉村地生、主演荒木忍、1928年8月30日公開 - 脚本・監督
- 『濁流』 : 原作・脚本並木鏡太郎、主演嵐徳太郎・岡島艶子、1928年10月5日公開
- 『鬼神 後篇』 : 脚本白浜巽、主演五月信子・荒木忍、1928年10月5日公開
- 『森の石松』 : 主演谷崎十郎・大林梅子、1928年11月20日公開 - 脚本・監督
- 『切支丹』 : 主演片岡千恵蔵、1928年製作・公開 - 原作・脚本・監督
- 『無法者』 : 主演谷崎十郎・松浦築枝、1929年1月20日公開 - 原作・脚本・監督
- 『血吹雪 誉の陣太鼓』（『誉の陣太鼓』[5]） : 脚本関口光昭、主演谷崎十郎、1929年2月15日公開 - 原作・監督
- 『正伝 高山彦九郎』 : 原作明渡日正、脚本瀬川与志、主演南光明、1929年2月22日公開
- 『大化新政』 : 総監督・原案マキノ省三、脚本瀬川与志、主演南光明、1929年3月1日公開 - 二川文太郎・稲葉蛟児・金森万象・マキノ正博・松田定次・中島寶三・吉野二郎とともに監督補助
- 『吉良の浪士 和久半太夫』（『吉良の浪人 和久半太夫の巻』[5]） : 脚本関口光昭、主演大谷鬼若、1929年5月10日公開 - 原作・監督
- 『生れぞこなひ』（『生れそこなひ』[5]） : 脚本関口光昭、主演谷崎十郎、1929年6月21日公開 - 原作・監督
- 『め組の喧嘩』 : 脚本関口光昭、主演谷崎十郎、1929年7月14日公開 - 原作・監督
- 『松平外記』 : 脚本関口光昭、主演四代目澤村國太郎、1929年10月11日公開 - 原作・監督
- 『怪談道中双六』 : 脚本白浜巽、主演谷崎十郎、1929年10月24日公開 - 原作・監督
- 『荒木又右衛門 全五篇』（『荒木又右衛門』[5]） : 総指揮・原案マキノ省三、脚本瀬川与志、主演南光明、1929年11月1日公開 - マキノ正博・二川文太郎・金森万象・吉野二郎・中島寶三とともに監督
- 『神田の火祭 江戸の華』（『神田の火祭』[5]） : 主演四代目澤村國太郎、1929年11月8日公開 - 原作・脚本・監督（「押本七之輔」名義）
- 『怪炎』 : 脚本不明、主演谷崎十郎、1929年製作・公開[5]
- 『天保水滸伝』 : 脚本関口光昭、主演谷崎十郎、1930年1月5日公開 - 原作・監督（「押本七之輔」名義）
- 『慶安太平記』 : 脚本関口光昭、主演南光明、1930年2月14日公開 - 原作・監督（「押本七之輔」名義）
- 『かまいたち』 : 原作村上浪六、脚本中川信夫、主演四代目澤村國太郎、1930年4月18日公開 - 監督（「押本七之輔」名義）

### 帝国キネマ
特筆以外すべて製作は「帝国キネマ太秦撮影所」、配給は「帝国キネマ演芸」、すべてサイレント映画、特筆以外「押本七之助」名義である。
- 『吉良の仁吉』 : 脚本関口光昭、主演市川玉太郎（三代目市川荒太郎）、1930年5月30日公開 - 原作・監督
- 『千代田の刃傷』（『千代田の刄傷』[5]） : 脚本関口光昭、主演市川玉太郎（三代目市川荒太郎）、1930年7月1日公開 - 原作・監督
- 『剣の歌』 : 原作深草春彦、脚本上島量、主演市川玉太郎（三代目市川荒太郎）、1930年8月1日公開
- 『明暦怪刀伝』 : 主演松本田三郎、1930年9月5日公開 - 原作・脚本・監督
- 『大名異変』 : 主演片岡童十郎、1930年11月8日試写・21日公開 - 原作・脚本・監督（「押本七之輔」名義）
- 『め組の喧嘩』 : 脚本関口光昭、主演片岡童十郎、1930年12月31日公開 - 原作・監督
- 『血闘天竜川』 : 脚本関口光昭、主演明石緑郎、1931年3月4日公開 - 原作・監督（「押本七之輔」名義）
- 『遠州長脇差』（『森の石松』） : 主演明石緑郎、1931年3月13日試写・18日公開 - 原作・脚本・監督（「押本七之輔」名義）
- 『天保水滸伝』 : 主演明石緑郎・鈴木澄子、1931年5月27日公開 - 原作・脚本・監督
- 『一心太助』 : 原作・脚本中川藤吉、主演片桐恒男、1931年6月17日公開
- 『天保入墨奇談』 : 原作上島量、脚本不明、主演結城重三郎・泉清子、1931年9月8日公開 - 監督（「押本七之輔」名義）

### 新興キネマ
特筆以外すべて製作・配給は「新興キネマ」、すべてサイレント映画、特筆以外「押本七之助」名義である。
- 『三人の相馬大作』（『三人相馬大作』[5]） : 原作直木三十五、脚本入江一夫、主演河津清三郎、1931年10月4日公開 - 監督（「押本七之輔」名義）
- 『新釈黒田騒動』 : 原作・脚本上島量、主演河津清三郎、1932年4月1日公開
- 『元禄奴太平記』 : 原作・脚本石川聖一、主演河津清三郎、1932年4月22日公開
- 『直参出世鳶』 : 原作栗島狭衣、脚本金小路篤麿、主演尾上菊太郎、製作尾上菊太郎プロダクション、配給新興キネマ、1932年5月25日公開
- 『元禄村雨格子』 : 原作・脚本菊太郎プロ文芸部、主演尾上菊太郎、製作尾上菊太郎プロダクション、配給新興キネマ、1932年6月15日公開
- 『十六夜蜘蛛 殺法輪転篇』 : 原作・脚本和田久志、主演尾上菊太郎、製作尾上菊太郎プロダクション、配給新興キネマ、1932年9月22日公開
- 『十六夜蜘蛛 後篇』 : 原作・脚本和田久志、主演尾上菊太郎、製作尾上菊太郎プロダクション、配給新興キネマ、1932年10月2日公開
- 『半次郎行状記』 : 原作・脚本石川理一、主演尾上菊太郎、製作尾上菊太郎プロダクション、配給新興キネマ、1932年12月1日公開
- 『開化の与太者』 : 原作石川理一、脚本三田村豊、主演尾上菊太郎、製作尾上菊太郎プロダクション、配給新興キネマ、1933年2月22日公開
- 『幻の修羅城』 : 主演六代目尾上菊五郎、製作・配給宝塚キネマ興行、1933年4月1日公開[5]
- 『南海の激浪』 : 原作若水章三、脚本竹井諒、主演松本泰輔、1933年7月27日公開
- 『秋祭深川音頭』 : 原作門脇陽一郎、脚本八尋不二、主演市川正二郎、1933年9月7日公開
- 『大高源吾』 : 原作小島政二郎、脚本西鉄平、主演小金井勝、1934年1月26日公開
- 『次郎吉流れ星』 : 原作子母沢寛、脚本西鉄平、主演小金井勝、1934年3月14日公開
- 『奇骨変骨』 : 原作・脚本上島量、主演阪東扇太郎、1934年4月19日公開
- 『水戸黄門 前篇』 : 原作・脚本竹井諒・西鉄平、主演松本泰輔、1934年5月29日公開
- 『水戸黄門 後篇』 : 原作・脚本竹井諒・西鉄平、主演松本泰輔、1934年7月5日公開
- 『恩讐子守唄』 : 原作渋田黎明花、脚本山内英三、主演大谷日出夫、1934年9月6日公開
- 『流れ雲榛名峠』（『流れ星椿名峠』[5]） : 原作・脚本山内英三、主演大谷日出夫、1934年11月8日公開 - 監督（「押本七之輔」名義）

### 新興キネマ京都撮影所
特筆以外すべて製作は「新興キネマ京都撮影所」、配給は「新興キネマ」、特筆以外はトーキー、「押本七之輔」名義である。
- 『小判で五千両』 : 原作瀬川春郎、脚本夫馬修、主演原聖四郎、サイレント映画、1935年2月14日公開
- 『銭形平次捕物控 濡れた千両箱』（『濡れた千両箱』） : 原作野村胡堂、脚本土方喬、録音マキノ正博、主演小金井勝、サウンド版、1935年2月28日公開
- 『ぢゃぢゃ馬権八』 : 原作・脚本山内英三、主演大谷日出夫、サイレント映画、1935年3月7日公開
- 『黄門漫遊記』 : 原作・脚本小諸遊・入江一夫、主演松本泰輔、サイレント映画、1935年4月18日公開
- 『恋慕草鞋』 : 原作・脚本山内英三、主演小金井勝、サイレント映画、1935年5月15日公開
- 『武蔵野くづれ』（『武蔵野くずれ』[5]） : 原作川口松太郎、脚本和田比左志、録音マキノ正博、主演大谷日出夫、サウンド版、1935年9月26日公開
- 『元禄村雨笠』 : 原作・脚本民門敏夫、主演大谷日出夫、サウンド版、1935年11月10日公開
- 『お七鹿の子染』 : 原作坂田信吉、脚本土方喬、主演森静子、サウンド版、1936年4月1日公開
- 『逢はずの四郎蔵』 : 原作川口松太郎、脚本民門敏夫、主演杉山昌三九、サウンド版、1936年5月8日公開
- 『悲恋嵐の道』 : 脚本中川伸吉・桜田文子、主演鈴木澄子、サウンド版、1936年7月25日公開
- 『伽羅香若衆』 : 原作三上於菟吉、脚本中川伸吉、主演市川男女之助、1936年10月24日公開
- 『青空浪士』 : 原作山本周五郎、脚本三室戸寛二、主演大友柳太郎、1937年1月17日公開
- 『おつる巡礼歌』 : 原作・脚本依田義賢、主演大谷日出夫、1937年2月23日公開
- 『岩見重太郎』 : 原作・脚本三室戸寛二、主演大谷日出夫、1937年4月1日公開
- 『幻の白頭巾』 : 脚本民門敏夫、主演大谷日出夫、1937年5月20日公開
- 『仇討天下茶屋』 : 原作・脚本八尋不二、主演大谷日出夫、1937年7月21日公開
- 『忍術霧隠才蔵』 : 原作・脚本高柳春雄、主演大谷日出夫、1937年8月26日公開
- 『八幡船隊』（『八幡部隊』[5]） : 脚本岸白葉・三室戸寛二、主演大友柳太郎、1937年10月7日公開
- 『足軽大名』 : 原作・脚本八尋不二、主演大谷日出夫、1937年12月31日公開 - 監督（「押本七乃輔」名義[5]）
- 『右門捕物帖 謎の人形』（『謎の人形』[5]） : 原作佐々木味津三、脚本三室戸寛二、主演浅香新八郎、1938年3月15日公開
- 『怪猫五十三次』 : 原作・脚本上島量、主演鈴木澄子、1938年5月4日公開
- 『右門捕物帖 張子の虎』 : 原作佐々木味津三、脚本吉田信三、主演浅香新八郎、1938年6月23日公開
- 『金毘羅代参 森の石松』[4][8] : 脚本和田潤、主演羅門光三郎、1938年7月13日公開 - 竹久新と共同で監督（「押本七乃輔」名義）、61分尺で現存（NFC所蔵[8]）
- 『龍虎日本晴』 : 原作・脚本八尋不二、主演大友柳太郎、1938年9月29日公開
- 『水戸の小天狗』 : 脚本波多謙治、主演大谷日出夫、1938年12月8日公開
- 『富士川の血煙』 : 脚本原健一郎、主演大谷日出夫、1939年1月7日公開
- 『次郎長裸道中』 : 脚本民門敏夫、主演羅門光三郎、1939年3月8日公開 - 監督（「押本七乃輔」名義）、67分尺で現存（NFC所蔵[8]）
- 『後藤又兵衛 乳呑児三千石』（『乳呑児三千石 後藤又兵衛』[5]） : 原作・脚本民門敏夫、主演大谷日出夫、1939年5月25日公開
- 『姫君大納言』 : 原作・脚本日夏英太郎、主演大友柳太郎、1939年9月14日公開
- 『吉良の仁吉』 : 原作・脚本武田昌夫、主演大谷日出夫、1939年11月29日公開
- 『愛染河内山』 : 原作・脚本波多謙治、主演羅門光三郎、1940年3月31日公開
- 『黄金道中』 : 脚本穐村正治、主演ミスワカナ・玉松一郎、製作新興キネマ東京撮影所、1940年5月15日公開
- 『安中草三郎』 : 脚本上島量、主演羅門光三郎、1940年6月30日公開
- 『萩寺の長七』 : 原作川口松太郎、脚本松本常男、主演羅門光三郎、1940年8月29日公開
- 『風雲越後城』 : 脚本松本常男、主演大谷日出夫、1940年10月31日公開
- 『牛若丸』 : 脚本松本常男、主演大谷日出夫、1941年1月9日公開
- 『孤城の桜』（『孤城の櫻』[8]） : 原作鷲尾雨工、脚本波多謙治、主演大谷日出夫、1941年3月15日公開 - 監督、76分尺で現存（NFC所蔵[8]）
- 『直参風流男』 : 原作久我荘多郎、脚本波多謙治、主演羅門光三郎、1941年12月30日公開 - 監督、36分尺で現存（NFC所蔵[8]）

### 大映
以降すべてトーキー、「押本七之輔」名義である。
- 『虚無僧系図』 : 原作吉川英治、脚本八尋不二、主演羅門光三郎、製作大映京都第一撮影所、配給映画配給社、1943年1月8日公開 - 監督）
- 『虚無僧系図』（新版） : 原作吉川英治、脚本八尋不二、主演羅門光三郎、配給大映、1953年4月22日公開 - 監督（「押本七乃輔」名義、75分尺で現存（日本名作劇場DVD）

### 松竹
すべて製作は「松竹・上方演芸・京都映画」の3社提携、配給は松竹、「押本七之輔」名義である。
- 『漫才学校 爆笑八人組』 : 監督穂積利昌、1956年7月22日公開 - 製作
- 『漫才学校 ゴリラ大暴れ』（『ゴリラ大暴れ』[5]） : 監督穂積利昌、1956年12月19日公開 - 製作
- 『漫才学校 ガヤガヤホテル』（『漫才学校 第二部 ガヤガヤホテル』[5]） : 監督穂積利昌、1957年11月5日公開 - 製作